# Hamburg-Wechsler-Intelligenztest für Erwachsene
Der Hamburg-Wechsler-Intelligenztest für Erwachsene (HAWIE, seit 2013 WAIS-IV) ist die deutschsprachige Adaptation des ursprünglich englischsprachigen Intelligenztests Wechsler Adult Intelligence Scale (WAIS) von David Wechsler. Das Verfahren ist eine der Testbatterien zur Messung der menschlichen Intelligenz, das eine der längsten Traditionen aufweist. 1991 erschien es in einer revidierten Version HAWIE-R und 2006 erschien die deutsche Bearbeitung der englischsprachigen 3. Auflage (WAIS-III), die in der deutschen Auflage nur noch „Wechsler-Intelligenztest für Erwachsene“ oder kurz WIE betitelt wurde. Die aktuelle vierte Fassung, die 2012 veröffentlicht wurde, trägt die gleiche Bezeichnung wie das englischsprachige Original, also WAIS-IV.
Die Testbatterie besteht aus 10 Untertests (Subtests) und folgt in seiner Konstruktion wie auch der WISC-IV dem Cattell-Horn-Carroll-Modell. Die einzelnen Untertests lassen sich in die Skalen Sprachverständnis, wahrnehmungsgebundenes logisches Denken, Arbeitsgedächtnis und Verarbeitungsgeschwindigkeit gruppieren. Anhand von Normtabellen lässt sich die Leistung eines Probanden mit den Leistungen der Altersgruppe vergleichen. Der Test wurde so konstruiert, dass keine systematischen Geschlechtsunterschiede gefunden wurden. Die Leistung wird relativ zur Altersgruppe als Intelligenzquotient (IQ) mit arithmetischem Mittel 100 und Standardabweichung 15 ausgedrückt. Ein IQ von 100 bedeutet demnach, dass der Proband ebenso gut abgeschnitten hat wie der Durchschnitt seiner Altersgruppe. Zusätzlich kann der „Allgemeine Fähigkeitsindex“ berechnet werden, der wie der Gesamt-IQ ein Schätzer der kognitiven Leistungsfähigkeit darstellt, jedoch nicht gegenüber Einschränkungen in der Verarbeitungsgeschwindigkeit und dem Arbeitsgedächtnis anfällig ist.

## Skalen
| Skalenname                                | Abkürzung | Aufgabengruppe                          |
| ----------------------------------------- | --------- | --------------------------------------- |
| Gemeinsamkeiten finden                    | GF        | Sprachverständnis                       |
| Wortschatz-Test                           | WT        | Sprachverständnis                       |
| Allgemeines Wissen                        | AW        | Sprachverständnis                       |
| Allgemeines Verständnis (optionaler Test) | AV        | Sprachverständnis                       |
| Mosaik-Test                               | MT        | Wahrnehmungsgebundenes logisches Denken |
| Matrizen-Test                             | MZ        | Wahrnehmungsgebundenes logisches Denken |
| Visuelle Puzzles                          | VP        | Wahrnehmungsgebundenes logisches Denken |
| Formenwaage (optionaler Test)             | FW        | Wahrnehmungsgebundenes logisches Denken |
| Bilder ergänzen (optionaler Test)         | BE        | Wahrnehmungsgebundenes logisches Denken |
| Zahlen nachsprechen                       | ZN        | Arbeitsgedächtnis                       |
| Rechnerisches Denken                      | RD        | Arbeitsgedächtnis                       |
| Buchstaben-Zahlen-Folge (optionaler Test) | BZF       | Arbeitsgedächtnis                       |
| Symbol-Suche                              | SYS       | Verarbeitungsgeschwindigkeit            |
| Zahlen-Symbol-Test                        | ZST       | Verarbeitungsgeschwindigkeit            |
| Durchstreich-Test (optionaler Test)       | DT        | Verarbeitungsgeschwindigkeit            |

## Bedeutung der Untertests
- Der Untertest ‚Gemeinsamkeiten finden‘ zählt zu den Kerntests im Index Sprachverständnis. Er erfasst verbale Konzeptbildung und verbales Schlussfolgern.
- Der ‚Wortschatz-Test‘ ist der zweite Kerntest des Index Sprachverständnis. Personen benennen Objekte, die als Bild vorgelegt werden oder sie erklären schriftlich oder mündlich dargebotene Konzepte. Er erfasst den Wortschatz und die Konzeptbildung einer Person.
- Der dritte Kerntest des Index Sprachverständnis ist das ‚Allgemeine Wissen‘. Die Person beantwortet Fragen zu allgemein bekannten Ereignissen, Sachverhalten, Orten und Persönlichkeiten. Der Untertest erfasst die Fähigkeit, allgemeines Faktenwissen anzusammeln, zu behalten und wieder abzurufen.
- Der Untertest ‚Allgemeines Verständnis‘ gehört zu den optionalen Untertests des Index Sprachverständnis. Die Person beantwortet Fragen, die das Verständnis von allgemeinen Prinzipien und sozialen Situationen oder Regeln erfordern. Mit diesem Untertest werden verbales Schlussfolgern und Konzeptbildung, verbales Verständnis und Ausdrucksvermögen, die Fähigkeit, vergangene Erfahrung zu evaluieren und gewinnbringend zu nutzen, die Fähigkeit praktisches Wissen und Urteilsvermögen zu zeigen, erfasst.
- Der ,Mosaik-Test‘ gehört zu den Kerntests des wahrnehmungsgebundenen logischen Denkens. Mit Hilfe von zweifarbigen Würfeln soll die Testperson unterschiedlich komplexe Mustervorlagen innerhalb einer vorgegebenen Zeit nachbauen. Der Test soll die Fähigkeit erfassen, abstrakte visuelle Reize zu analysieren und zu integrieren.
- Der ‚Matrizen-Test‘ ist der zweite Kerntest des Index wahrnehmungsgebundenes logisches Denken. Die Person betrachtet eine unvollständige Matrize oder Reihe und wählt aus fünf Antwortmöglichkeiten das fehlende Teil aus. Der Test erfasst fluide Intelligenz, visuelle Fähigkeiten, Klassifikationsfähigkeiten, räumlich-konstruktive Fähigkeiten, das Wissen über Beziehungen zwischen einem Teil und dem Ganzen, die simultane Verarbeitung und Wahrnehmungsorganisation.
- Der Untertest ‚Visuelle Puzzles‘ ist der dritte Kerntest des Index wahrnehmungsgebundenes logisches Denken. Innerhalb einer bestimmten Zeitgrenze soll die Testperson ein abgebildetes Puzzle aus drei auszuwählenden Puzzleteilen rekonstruieren. Der Test erfasst das nonverbale Schlussfolgern und die Fähigkeit, abstrakte Stimuli zu analysieren und zu integrieren.
- Der optionale Untertest ‚Formenwaage‘ kann in der Altersgruppe zwischen 16;0 und 69;11 Jahren eingesetzt werden. Er erfasst das wahrnehmungsgebundene logische Denken.
- ‚Bilder ergänzen‘ ist ein optionaler Untertest des Index wahrnehmungsgebundenes logisches Denken. Die Person sieht eine Reihe von Bildern und zeigt oder benennt das wesentliche Teil oder Detail, das auf dem jeweiligen Bild fehlt.
- Das ‚Zahlen nachsprechen‘ gehört zu den Kerntests des Index Arbeitsgedächtnis und besteht aus den drei Aufgabenteilen ‚Zahlen nachsprechen vorwärts‘, ‚Zahlen nachsprechen rückwärts‘ und ‚Zahlen nachsprechen sequentiell‘.
- Der Untertest ‚Rechnerisches Denken‘ zählt zu den Kerntests des Arbeitsgedächtnisses. Die Person löst eine Serie von mündlich vorgegebenen Rechenaufgaben. Dafür sind Fähigkeiten der mentalen Manipulation, Konzentration, Aufmerksamkeit, Kurz- und Langzeitgedächtnis, numerisches Schlussfolgern und geistige Wachheit erforderlich.
- Der Untertest ‚Buchstaben-Zahlen-Folgen‘ kann als optionaler Untertest des Index Arbeitsgedächtnis für die Altersgruppe 16;00 bis 69;11 eingesetzt werden. Der Person werden eine Reihe von Buchstaben und Zahlen vorgegeben, die in aufsteigender bzw. alphabetischer Reihenfolge wiedergegeben werden müssen.
- ‚Symbol-Suche‘ gehört zu den Kerntests des Index Verarbeitungsgeschwindigkeit. Die Testperson vergleicht in einer begrenzten Zeit eine Gruppe von abstrakten Symbolen mit einem Zielsymbol und gibt an, ob sich das Zielsymbol in der Suchgruppe befindet.
- Der ‚Zahlen-Symbol-Test‘ gehört zu den Kerntests der Verarbeitungsgeschwindigkeit. Einer Serie einfacher Ziffern soll die Testperson abstrakte Symbole zuordnen.
- Der ‚Durchstreich-Test‘ ist ein optionaler Untertest der Verarbeitungsgeschwindigkeit, der für die Altersgruppe 16;00 bis 69;11 eingesetzt werden kann. Die Person betrachtet eine Bilderanordnung aus verschiedenen ähnlichen Symbolen und markiert in einer begrenzten Zeit die Zielsymbole.

## Geschichte
Der Autor des HAWIE-R Uwe Tewes schreibt: „Im Gedenken an meinen Lehrer Curt Bondy, dem das Verdienst zukommt, die Wechsler-Tests in den deutsch-sprachigen Bereich eingeführt zu haben, soll der ursprüngliche Testname beibehalten werden und der Test als HAWIE-R veröffentlicht werden.“. Die deutsche Fassung, der Hamburg-Wechsler-Intelligenztest für Erwachsene (HAWIE), wurde von Hardesty und Lauber (1956) unmittelbar nach dem Erscheinen der WAIS veröffentlicht. Die jetzt vorgelegte Revision des WAIS-IV ist eine direkte Übertragung aus dem englischen und entspricht im Aufgabenmaterial und Aufbau der Originalfassung.
| Erscheinungsjahr    | Testname                                                             | Abkürzung | Autoren                                   |
| ------------------- | -------------------------------------------------------------------- | --------- | ----------------------------------------- |
| 1939 revidiert 1942 | Wechsler Bellevue Intelligence Scale                                 | WBIS      | David Wechsler                            |
| 1955                | Wechsler Adult Intelligence Scale                                    | WAIS      | David Wechsler                            |
| 1981                | Wechsler Adult Intelligence Scale revised                            | WAIS-R    | David Wechsler                            |
| 1997                | Wechsler Adult Intelligence Scale - Third Edition                    | WAIS-III  | David Wechsler                            |
| 1956                | Hamburg-Wechsler-Intelligenztest für Erwachsene                      | HAWIE     | Curt Bondy, Anne Hardesty und Hans Lauber |
| 1991                | Hamburg-Wechsler-Intelligenz-Test für Erwachsene Revision            | HAWIE-R   | Uwe Tewes                                 |
| 2006                | Wechsler Intelligenztest für Erwachsene                              | WIE       | M. von Aster, A. Neubauer und R. Horn     |
| 2012                | Wechsler Adult Intelligence Scales - Revision IV (Deutsche Adaption) | WAIS-IV   | Franz Petermann (Hrsg.)                   |

## Normierung
Die Normstichprobe der aktuellen Auflage, dem WAIS-IV, wurde zwischen Februar und August 2012 erhoben. Die gesamte Stichprobe (inkl. Retests) beläuft sich auf 1800 Personen. Die Daten der Normtabellen basieren auf den Ergebnissen von 1425 Menschen.

## Reliabilität (Zuverlässigkeit)
Die interne Konsistenz im Sinne von Cronbachs Alpha beträgt je nach Alter und Subtest zwischen 0,73 und 0,94. Die Reliabilität des Gesamttests liegt in jeder Altersgruppe bei mindestens 0,97, in der allgemeinen Fähigkeitsskala bei 0,96 und höher.
Ungeeignet ist der Wechsler-IQ-Test für Menschen mit Autismus, da er deren Intelligenz systematisch zu niedrig einschätzt. Dies wird insbesondere auf die sprachlichen Elemente des Tests zurückgeführt. So erreichen Autisten beim Ravens-Matrizentest, der ohne sprachliche Elemente auskommt, im Schnitt um 30 Perzentile bessere Ergebnisse.